# Эпей (пьеса)
«Эпей» (др.-греч. Ἐπειός) — трагедия древнегреческого драматурга Еврипида (V век до н. э.) на сюжет, связанный с мифами о Троянской войне. Её текст полностью утрачен, известно только название.
Заглавный герой трагедии — мифологический персонаж, участник Троянской войны, мастер, построивший деревянного коня, с помощью которого была взята Троя.